# Coral PS22
La coral PS22 (en anglès, PS22 Chorus) és un cor de cant format per nens de l'escola pública estatunidenca de primària anomenada Public School 22, popularment PS22, de Nova York.
Està formada per una seixantena d'alumnes de cinquè, d'entre 10 i 12 anys, que canvien cada any, i és dirigit pel seu professor de música, en Gregg Breinberg. Els estudiants han de passar una audició, al començament de curs, per a poder inscriure's al cor. Assagen dues vegades a la setmana durant hores cada dia, i actuen en funcions escolars, esdeveniments locals i en peticions especials. La coral té el seu propi canal de Youtube, on pengen tots els seus vídeos. Ja en tenen enregistrats més de 350, que sumen gairebé 15 milions de reproduccions. Entre els més vistos, que superen el milió de visites, hi ha "Viva la vida", de Coldplay.